# Sylvia crassirostris
La curruca mirlona oriental (Sylvia crassirostris) es una especie de ave paseriforme de la familia Sylviidae propia de Eurasia y noreste de África.

## Descripción
Con sus 15–16 cm de largo, es una de las especies de curruca más grandes. Los adultos tienen la espalda de color gris liso. Su pico es largo y puntiaguda y sus patas son negras. El macho tienen la parte superior de la cabeza negra, que ocupa todo el píleo extendiéndose hasta pasados los ojos, y su garganta es blanca como el resto de partes inferiores y el iris de sus ojos. Las hembras y los inmaduros tienen la cabeza más clara y las partes inferiores tiene cierto tono rojizo, y el gris de su espalda tiene un tono parduzco. Las currucas jóvenes tienen además los ojos oscuros.

## Distribución y hábitat
Cría en el Mediterráneo oriental y el suroeste de Asia, desde Anatolia y el Caucaso hasta las regiones circundantes de Asia central. Es un ave migratoria que pasa el inverno desde el subcontinente indio hasta las zonas del sur de Arabia y de África oriental de la misma latitud.
Suele encontrarse en bosques caducifolios abiertos. Construye su nino en un árbol o un arbusto, donde pone de dos a tres huevos.